# KissAnime
KissAnime（キスアニメ）は、日本のアニメに焦点を置いたストリーミングウェブサイトであり、ユーザーが映画やテレビアニメを違法に無料で視聴またはダウンロードできるようにしていた。姉妹サイトに、漫画閲覧サイトであるKissMangaがあった。KissAnimeは「世界最大のアニメストリーミングウェブサイトの一つ」と評されていた。TorrentFreakは、サイトには何百万人もの視聴者がおり、KissAnimeは「世界で最も訪問された海賊版サイト」であったと報告した。

## 歴史
このウェブサイトは、約8年間（.comドメインが2012年に取得され、より新しい.ruドメインが2016年に取得された）存在した後、日本の海賊版対策に関連する新しい著作権法の要請により、2020年8月14日に閉鎖された。 2017年には、このサイトはアメリカ合衆国の会社ファニメーションによる召喚令状の対象にもなった。
2018年、このサイトはオーストラリアでブロッキングされた。

## 反応
このサイトは、著作権の侵害やマルウェアを含む広告で時々批判されてきたが、日本のアニメや漫画の普及、特に東南アジアやインドで合法的に視聴できない作品へのアクセス手段を提供したことで高く評価されている。ある評論家は、閉鎖について「ファンは激怒している」と評し、「多くの国では、彼らは本当に代替手段がない」と述べている。別の評論家は、「海賊版の大規模な削除、及びアニメの歴史への打撃」の両方の意味で説明しており、サイトは諸外国にとっては合法的な視聴手段がないか、あったとしても時間の経過とともに劣化する可能性のある物理メディアでのみ入手可能な、世界的に貴重な作品のアーカイブでもあったことに留意しなければならないとコメントしている。サイトの閉鎖により、多くのインターネット・ミームが作成された。